# 五条家 (菅原氏)
五条家（ごじょうけ）は、菅原氏高辻庶流の公家・華族だった家。公家としての家格は半家、華族としての家格は子爵家。相撲の司家としても知られたが、次第に吉田司家のため司家としては勢力が衰えた。分家に東坊城家、清岡家、桒原家がある。

## 歴史
高辻参議為長の四男で坊城式部大輔高長（従二位）（1210年 - 1285年）を家祖とする。高長の曽孫に当たる為視の代から五条を称した。五条の家名は遠祖菅原道真の邸宅のあった五条坊門通りに因むと見られる。
公家としての家格は半家、外様。代々文章博士に任じられ、家業は紀伝道および詩文だが、代々朝廷主催の相撲節会においては相撲司としてその運営を取り仕切ったことや、野見宿禰の子孫ということもあり、紀伝道のみならず相撲の司家として鎌倉時代以来君臨してきた。官位は高長の子長経（1242年 - 1315年）以降、大学頭・文章博士・式部大輔を経て中納言・大納言を極官とする。江戸時代の所領の表高は171石。
幕末から明治期の当主為栄は、明治元年（1868年）の鳥羽伏見の戦いで戦功を上げ、明治2年（1869年）には陸軍少将に任じられ、同年6月17日の行政官達で公家と大名家が統合されて華族制度が誕生すると五条家も公家として華族に列した。
維新後に定められた家禄は、現米で287石5斗。明治9年（1876年）の金禄公債証書発行条例に基づき、家禄及び賞典禄と引き換えで支給された金禄公債の額は、1万3590円27銭（華族受給者中299位）。
明治前期の頃の為栄の住居は山形県最上郡新庄沼田町。当時の為栄は山形県最上郡長を務めていた。
明治17年（1884年）7月7日の華族令の施行で華族が五爵制になると、同8日に大納言直任の例がない旧堂上家として為栄が子爵に叙された。為栄は元老院議官や貴族院の子爵議員などを歴任した。
その息子で爵位を継承した為功も貴族院の子爵議員に当選して務めた。その息子為正の代に五条子爵家の邸宅は京都市中京区七本松丸太町南東阪町にあった。

## 横綱免許に関する五条家と吉田司家との確執
しかし、相撲の司家としての五条家の名声は、熊本藩主・細川家の家臣である13代吉田司家当主吉田追風が積極的な相撲興行を展開し、江戸相撲において横綱免許を発給するようになってから失墜することとなる。
ようやく文政6年（1823年）、大関・柏戸利助と玉垣額之助への横綱免許交付をきっかけに立て続けに吉田司家に先んじて横綱免許を発給するなどして吉田司家への逆襲を始める。五条家単独で12代横綱・陣幕久五郎に横綱免状を発給して以降、明治期に吉田司家が西南戦争で西郷隆盛軍に加担してその責任を問われたことを契機に五条家単独で大阪相撲や京都相撲の力士に横綱免許を発給したが、横綱免許を濫発したことが却って横綱の権威を損なう結果を招いた。
（ただし、明治10年（1877年）にすでに五条家から横綱免許を得ていた14代・境川浪右エ門は、吉田司家から横綱免状を発給される。）
更に明治末期に大阪相撲の実力力士・21代横綱若嶌權四郎が五条家から横綱免許を受けたことに続き、若嶌權四郎の後継者とされていた23代横綱大木戸森右エ門の横綱免許取得を巡る対立から、五条家頼みの綱である大阪相撲と吉田司家との間に亀裂を招く結果をも招いた。
終に、明治44年（1911年）に大阪相撲の主催団体大阪相撲協会が吉田司家と和解したことにより、江戸時代以来の横綱免許を巡る混乱に終止符が打たれた。このことは、相撲の世界における吉田司家に対する五条家の完全な敗退を意味した。五条家自身は既に京都相撲の力士・大碇紋太郎に横綱免許を発給したことを最後に相撲界との縁から遠ざかっており、以後、相撲界における五条家の消息は不明となった。